# Episodi di Im Namen des Gesetzes (sesta stagione)
La sesta stagione della serie televisiva Im Namen des Gesetzes è stata trasmessa in anteprima in Germania dalla RTL Television tra l'11 aprile 2000 e il 6 giugno 2000.
| nº | Titolo originale   | Titolo italiano | Prima TV Germania | Prima TV Italia |
| -- | ------------------ | --------------- | ----------------- | --------------- |
| 1  | Der Dämon          | inedito         | 11 aprile 2000    | inedito         |
| 2  | Unter Verdacht     | inedito         | 18 aprile 2000    | inedito         |
| 3  | Unerwünscht        | inedito         | 25 aprile 2000    | inedito         |
| 4  | Hotgirl            | inedito         | 2 maggio 2000     | inedito         |
| 5  | Stille Post        | inedito         | 9 maggio 2000     | inedito         |
| 6  | Das schwarze Schaf | inedito         | 16 maggio 2000    | inedito         |
| 7  | Falsche Freunde    | inedito         | 23 maggio 2000    | inedito         |
| 8  | Entwischt          | inedito         | 30 maggio 2000    | inedito         |
| 9  | Tod auf Raten      | inedito         | 6 giugno 2000     | inedito         |